# ستانيسلاف غروف
ستانيسلاف غروف (بالإنجليزية: stanislav Grof)‏ (من مواليد 1 يوليو 1931)، والمعروف أيضًا باسم ستان غروف، هو طبيب نفسي من أصل تشيكي يعيش في الولايات المتحدة منذ الستينيات. هو أحد المطورين الرئيسيين لعلم النفس عبر الشخصية والبحث في استخدام الحالات غير العادية للوعي لأغراض الاستكشاف والشفاء والحصول على نمو ورؤى في النفس البشرية. حصل على جائزة VISION 97 الممنوحة من مؤسسة داغمار (Dagmar) و فاكلاف هافل ( Václav Havel )في براغ في 5 أكتوبر 2007. من ناحية أخرى، تم انتقاد الدكتور لتعزيزه علم النفس غير العلمي في جمهورية التشيك. وهو الشخص الوحيد الذي حصل على جائزة Erratic Boulder مرتين هناك.